# Bradyrhizobium
Bradyrhizobium – grupa bakterii współżyjących z roślinami motylkowymi, zdolne do wiązania azotu atmosferycznego. Powodują wytwarzanie na korzeniach charakterystycznych brodawek.